# Layla và chàng điên

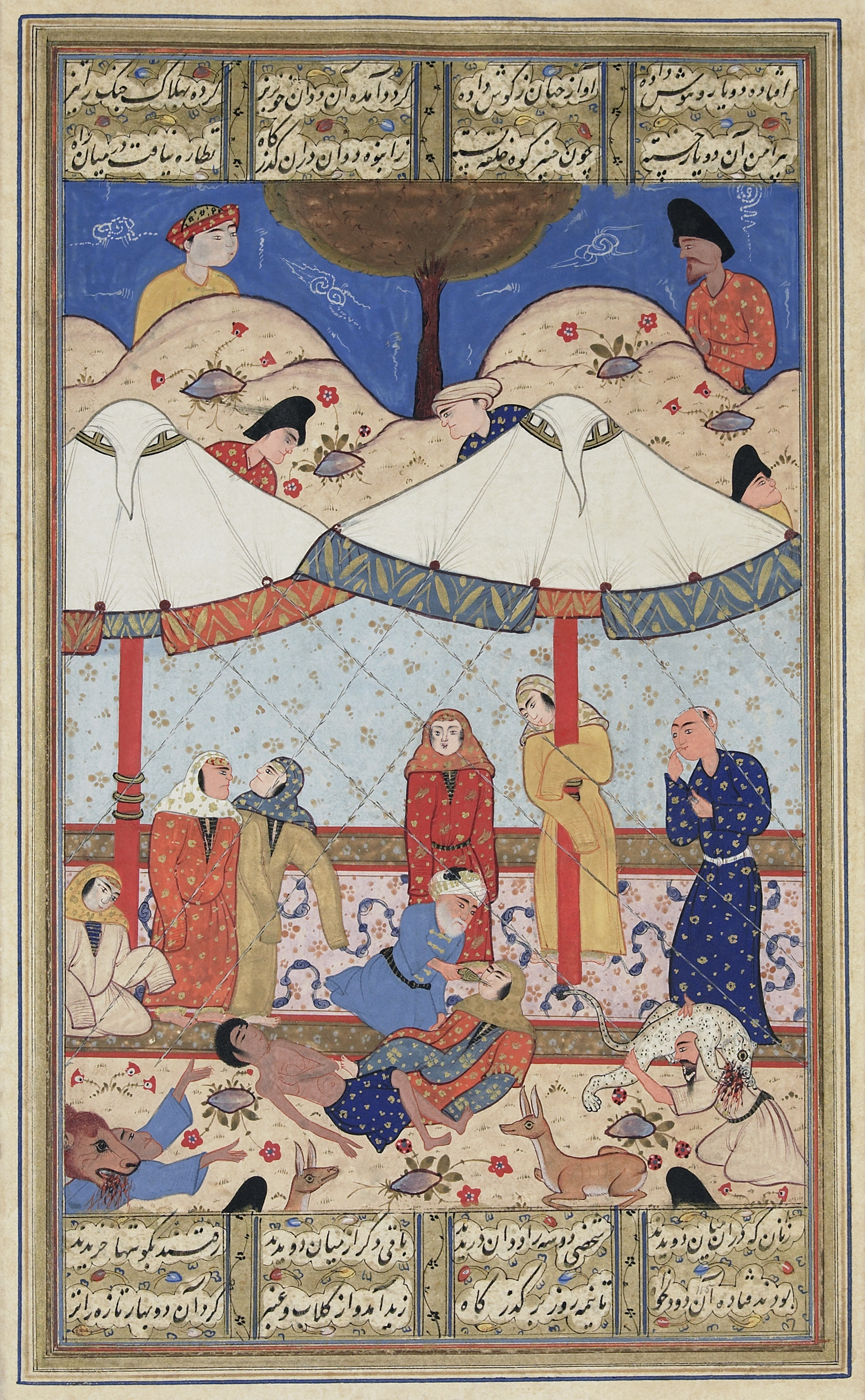
Một cảnh trong câu chuyện của Nezami

Layla và Chàng điên (tiếng Anh: Layla and Majnun; tiếng Ả Rập: مجنون و ليلى (Chàng điên và Layla), hoặc: قيس وليلى (Qays và Layla); tiếng Ba Tư: لیلی و مجنون (Layla và Chàng điên); tiếng Azerbaijan: Leyli və Məcnun (Leyli và Chàng điên); tiếng Thổ Nhĩ Kỳ: Leyla ile Mecnun (Leyla và Chàng điên) – là một giai thoại tình yêu nổi tiếng ở vùng Trung và Cận Đông, trong thế giới Ả Rập nói chung, mà đặc biệt là ở Iran và Azerbaijan. Giai thoại này dựa trên câu chuyện có thật của chàng trai tên Qays ibn al-Mulawwah (tiếng Ả Rập: قيس بن الملوح) ở miền bắc bán đảo Ả Rập, sống dưới triều đại Umayyad thế kỷ thứ 7, yêu cô gái tên là Layla. Đây là câu chuyện tình yêu nổi tiếng thế giới, cả phương Đông cũng như phương Tây. Layla và chàng điên là đề tài của nhiều tác phẩm thơ, ca, nhạc, họa nổi tiếng thế giới.

## Cốt truyện
Qays ibn al-Mulawwah là nhà thơ người Bedouin yêu Layla ibn bint Mahdi Sa'd là người cùng bộ lạc. Chàng trai làm thơ ca ngợi tình yêu dành cho Layla. Sau đó chàng xin phép bố của Layla để cưới cô làm vợ thì bị từ chối vì theo phong tục của bộ lạc, điều này sẽ làm chia rẽ bộ tộc. Sau đó Layla được gả cho một người đàn ông khác. Khi nghe tin Layla sắp lấy chồng thì Qays liền bỏ nhà đi vào sa mạc, người thân và gia đình hết sức thuyết phục chàng nhưng không thể, họ đành để đồ ăn cho chàng giữa sa mạc. Đôi khi họ nhìn thấy chàng đang đọc thơ về Layla cho chính mình hoặc dùng gậy viết thơ lên cát. Còn Layla theo chồng về Iraq, sau một thời gian đã đổ bệnh và chết. Sau đó một thời gian người ta cũng tìm thấy xác của Qays nằm trên mộ của một người phụ nữ không rõ danh tính. Chàng đã viết ba dòng thơ cuối cùng lên phiến đá trên mộ. Phần lớn thơ của Qays ibn al-Mulawwah được viết trước ngày chàng trở thành người điên. Người đời hiểu rằng Qays trở thành điên là vì tình, bởi thế họ gọi Qays là "Chàng điên Layla" (tiếng Ả Rập: مجنون ﻟﻴﻠﻲ – điên vì tình) hoặc đơn giản là Majnun.

## Những dị bản

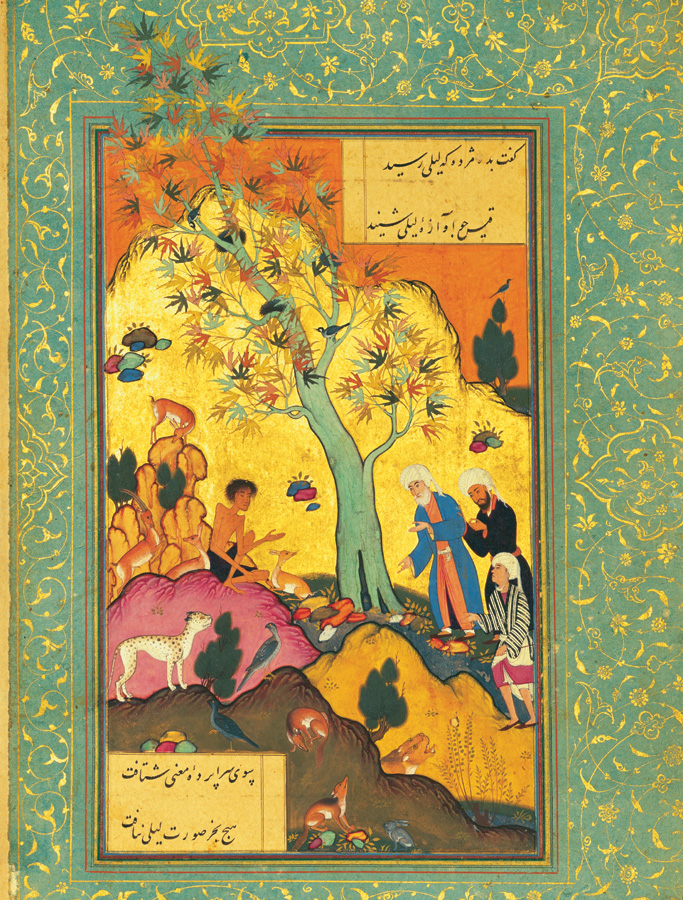
Majnun trên sa mạc

Giai thoại Layla và chàng điên cũng giống như Romeo và Juliet, phổ biến trên một không gian rộng và một thời gian dài như vậy nên chuyện có nhiều dị bản cũng là điều dễ hiểu. Ở Ấn Độ người ta cho rằng Layla và Majnun đã từng trốn đến một ngôi làng vùng Rajasthan trước khi chết. Mộ của hai người ở Anupgarh thuộc huyện Sriganganagar (ngày nay là quận Ganganagar, bang Rajasthan). Theo truyền thuyết ở vùng thôn quê thì hai người đã chạy trốn về những nơi đó rồi chết. Hàng năm có hàng trăm cặp uyên ương từ khắp nơi về đây tham dự hội chợ hai ngày trong tháng sáu.
Một dị bản khác thì kể rằng Layla và Majnun cùng học một lớp. Majnun yêu Layla và bị thầy giáo đánh vì không chú ý nghe bài giảng. Nhưng có một điều kỳ diệu đã xảy ra: Majnun bị đánh nhưng Layla bị chảy máu. Tin này đến tai những người lớn tuổi, làm cho hai gia đình không cho hai người gặp nhau. Họ bị cấm gặp nhau suốt thời tuổi thơ và chỉ đến khi hai người trưởng thành họ mới có dịp gặp lại. Một người anh của Layla tên là Tabrez cấm Layla gặp gỡ với Majnun. Tabrez cãi nhau với Majnun và trong một cơn điên cuồng vì tình yêu không kiềm chế được, Majnun đã giết chết Tabrez. Majnun bị bắt và bị kết án chịu ném đá cho đến chết của dân làng. Layla đồng ý đi lấy chồng khác nhưng với điều kiện nếu như Majnun được bảo toàn tính mạng. Layla đi lấy chồng nhưng lòng chỉ hướng về Majnun. Chồng của Layla biết chuyện này đã lồng lộn phát ghen và đã tìm đến sa mạc, nơi giam giữ Majnun. Người chồng của Layla đã sỉ nhục Majnun cho đến chết. Người đời kể rằng chính ngay trong cái khoảnh khắc, khi thanh kiếm của chồng Layla đâm trúng tim của Majnun thì Layla]] cũng ngã vật xuống và chết ở nhà chồng. Cảm kích trước câu chuyện tình yêu cảm động, người làng đã chôn hai người gần nhau. Cả chồng và những người cha của họ cũng đã cầu nguyện cho cuộc sống yên bình của hai người ở bên kia thế giới. Theo truyền thuyết, Majnun và Layla lại gặp nhau ở trên trời, nơi mà họ được yêu nhau mãi mãi.

## Lịch sử và sự ảnh hưởng

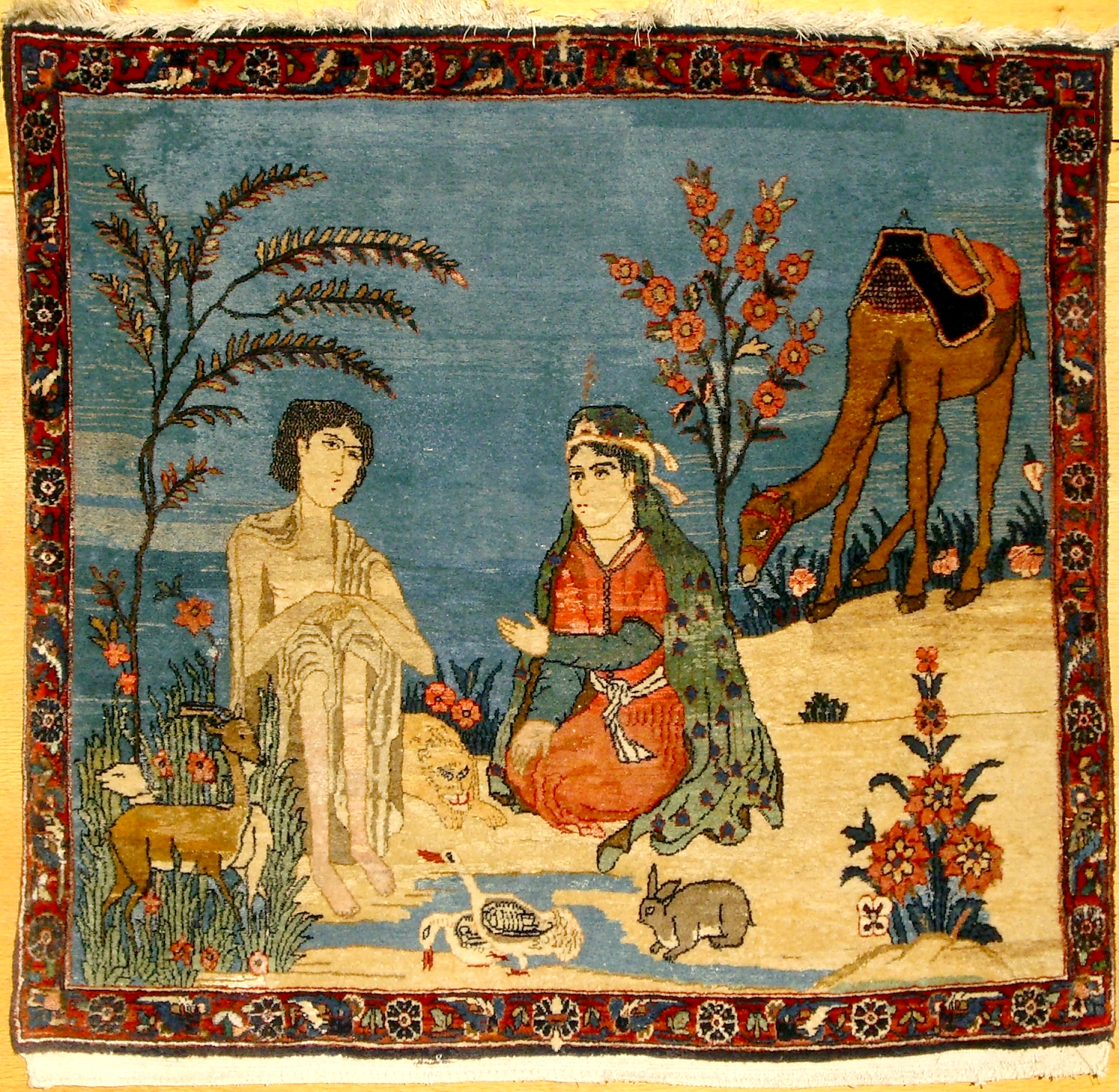
Chuyện tình Majnun và Layla của Nezami

Từ câu chuyện dân gian Ả Rập "Layla và Majnun" đã đi vào văn học Ba Tư. Người đầu tiên trong số các nhà thơ Ba Tư viết về câu chuyện tình của Layla và Majnun là nhà thơ Rudaki, thế nhưng câu chuyện thực sự nổi tiếng sau khi trường ca Layla và Majnun của nhà thơ Nezami (thế kỷ thứ 12) ra đời. Nezami thu thập tất cả những chi tiết thần bí lẫn đời thường của câu chuyện rồi mô tả thành một bức tranh sống động về hai người yêu nhau. Bằng trường ca Layla và Majnun, Nezami đã có sự ảnh hưởng lớn đến nền văn học Ba Tư, nhiều nhà thơ Ba Tư sau đó đã đi viết về đề tài này. Trường ca Layla và Majnun của Nezami mang nhiều nét riêng biệt của văn hóa Ba Tư về quan hệ giữa các nhân vật, về thời gian, nơi chốn vv… Trong trường ca này Layla và Majnun quen biết nhau và họ rơi vào một tình yêu tuyệt vọng từ ngày còn ngồi trên ghế nhà trường. Họ yêu nhau tha thiết nhưng không thể gặp nhau công khai vì một sự hằn thù giữa hai gia đình và Layla bị gia đình buộc đi lấy người khác.
Bằng cốt truyện như vậy, câu chuyện Layla và Majnun trở thành một bi kịch của tình yêu bất tử mà 400 năm sau đó William Shakespeare cũng đi theo cách này trong bi kịch Romeo và Juliet. Có những ý kiến, bị các nhà nghiên cứu Shakespeare phản bác, cho rằng bản dịch trường ca Layla và Majnun của Nezami đã có ảnh hưởng đến William Shakespeare khi ông viết Romeo và Juliet.
Theo truyền thống văn hóa Ả Rập, tình yêu của Layla và Majnun được gọi là tình yêu trinh khiết (tiếng Ả Rập: حب عذري, tiếng Anh: Virgin Love, tiếng Ý: Amore Vergine) – nghĩa là những người yêu không bao giờ cưới và chưa bao giờ ân ái với nhau về mặt thể xác. Mô-típ này trở thành phổ biến hầu như khắp thế giới, những câu chuyện tình yêu như "Qays và Lubna", "Kuthair và Azza", "Marwa và Al Majnoun Al Faransi", "Antara và Abla" đều sử dụng mô-típ này. Nhà nghiên cứu người Ba Tư Hekmat thống kê được không dưới 40 phiên bản tiếng Ba Tư và 13 phiên bản tiếng Thổ Nhĩ Kỳ của câu chuyện tình "Layla và Majnun". Còn nhà thư mục Vahid Dastgerdi thì cho rằng nếu đi tìm ở các thư viện khắp thế giới thì sẽ có không dưới 1000 phiên bản của "Layla và Majnun".

## Một số tác phẩm nổi tiếng về đề tài "Layla và Majnun"
- Layla và Majnun – trường ca của Nezami
- Layla và Majnun – trường ca của Ali-Shir Nava'i
- Layla và Majnun – trường ca của Jami
- Layla và Majnun – trường ca của Fuzûlî
- Layla và Majnun – giao hưởng thơ của Gara Garayev
- Layla và Majnun – giao hưởng số 24 của Alan Hovhaness
- Layla và Majnun – các bộ phim nổi tiếng của Ấn Độ năm trong nhiều năm.
- Layla và Majnun – những tác phẩm hội họa trang trí nhà ga tàu điện ngầm Alisher Navoiy ở Tashkent và nhà ga tàu điện ngầm Nezami ở Baku.
- "Layla" – bài hát của ban nhạc Derek and the Dominos trong Album Layla and Other Assorted Love Songs. Bài hát này được coi là một trong số những bài tình ca hay nhất mọi thời đại ở thể loại nhạc Rock[cần dẫn nguồn]. Năm 2004 bài hát này chiếm vị trí số 27 trong "500 bài hát vĩ đại nhất" của tạp chí Rolling Stone.